# Ipomoea malvaviscoides
Ipomoea malvaviscoides är en vindeväxtart som beskrevs av Carl Daniel Friedrich Meisner. Ipomoea malvaviscoides ingår i släktet praktvindor, och familjen vindeväxter. Inga underarter finns listade i Catalogue of Life.